# The Good Karma Hospital
The Good Karma Hospital é uma série de televisão britânica criada por Dan Sefton e produzida pela Tiger Aspect Productions para a ITV. É protagonizada por Amanda Redman, Amrita Acharia, James Krishna Floyd e Neil Morrissey. A série foi filmada em Unawatuna, no sul do Sri Lanka, e em alguns outros lugares no distrito de Galle.
The Good Karma Hospital  foi renovada para uma segunda, terceira e quarta temporada. As filmagens da segunda temporada começaram em agosto de 2017 e foi transmitida a 18 de março de 2018.  A 3ª temporada foi ao ar pela primeira vez em outubro de 2019 na Austrália, com estreia no Reino Unido em março de 2020.
A série vai estrear no dia 3 de Setembro de 2021 às 23:30 no Brasil pelo canal TNT Séries.

## Elenco
- Amanda Redman como Dr Lydia Fonseca
- Amrita Acharia como Dr Ruby Walker
- James Floyd como Dr Gabriel Varma
- Neil Morrissey como Greg McConnell
- Darshan Jariwala como Dr Ram Nair
- Nimmi Harasgama como Mari Rodriguez
- Phyllis Logan como Maggie Smart (1° temporada; 2° temporada participação)
- Phillip Jackson como Paul Smart
- Ivan Rodrigues como  Davinder Bakshi (2° temporada)
- Sue Johnston como Virginia (convidado 2° temporada)
- Priyanka Bose como Dr Aisha Ray (3° temporada)
- Scarlett Alice Johnson como Tommy McConnell (3° temporada)
- Kenneth Cranham como Ted Dalrymple (3° temporada)

## Episódios
| Temporada | Temporada | Episódios | Episódios | Originalmente exibido                               | Originalmente exibido                             |
| Temporada | Temporada | Episódios | Episódios | Estreia da temporada                                | Final da temporada                                |
| --------- | --------- | --------- | --------- | --------------------------------------------------- | ------------------------------------------------- |
|           | 1         | 6         | 6         | 5 de fevereiro de 2017                              | 12 de março de 2017                               |
|           | 2         | 6         | 6         | 18 de março de 2018                                 | 22 de abril de 2018                               |
|           | 3         | 6         | 6         | 12 de outubro de 2019 (AU) 15 de março de 2020 (UK) | 15 de março de 2020 (AU) 18 de abril de 2020 (UK) |

## Exibição
| País           | Emissora   | Estreia                           |
| -------------- | ---------- | --------------------------------- |
| Estados Unidos | Acorn TV   | 2017 - presente                   |
| Brasil         | TNT Séries | 3 de setembro de 2021 - presente  |
| Portugal       | Disney+    | 15 de setembro de 2021 - presente |